# Deslizamentos de terra em Serra Leoa em 2017

Mapa da Área do Oeste da Serra Leoa.

No início da manhã do dia 14 de agosto de 2017, depois de três dias de chuvas torrenciais, enchentes devastadoras e deslizamentos de terra ocorreram na capital da Serra Leoa, Freetown, e no entorno, localizados na Área do Oeste do país. Enquanto o número exato ainda não é certo, as mortes relacionadas com o desastre são estimadas em cerca de 400 com milhares de outros desaparecidos e possíveis mortos. Mais de 3000 pessoas ficaram desabrigadas e centenas de edifícios danificados ou destruídos pelos deslizamentos de terra. Ocorrendo durante uma estação chuvosa particularmente úmida, a severidade da devastação do desastre foi agravada pela localização da cidade ao nível do mar ou abaixo, infraestrutura e sistema de drenagem precários. Organizações locais e a Cruz Vermelha Americana conduziram os esforços iniciais de recuperação, e a comunidade internacional também tem fornecido ajuda.

## Impacto
De acordo com o Centro de Previsão do Clima do Serviço Nacional de Meteorologia, a Serra Leoa teve uma estação chuvosa particularmente úmida, com sua capital, a cidade de Freetown, na Área do Oeste do país, enfrentando, desde 1 de julho de 2017, 1040 mm de chuvas, que antecederam os deslizamentos de terra  — quase o triplo da área sazonal média. O departamento meteorológico da Serra Leoa meteorológicos não emitiu aviso antes das chuvas torrenciais para acelerar a evacuação de zonas de perigo; de 11 a 14 de agosto, Freetown recebeu três dias consecutivos de chuvas, o que levou a graves inundações na cidade e seus arredores. Inundações são uma ameaça anual para a área: em 2015, enchentes mataram 10 pessoas e deixaram milhares de desabrigados.
Com vista para Freetown, a montanha Pão de Açúcar (em inglês: Sugar Loaf) desmoronou parcialmente, provocando deslizamentos de terra na madrugada de 14 de agosto, danificando ou submergindo completamente várias casas e estruturas, matando moradores — muitos ainda dormindo — que ficaram presos por dentro. O distrito suburbano de Regent foi considerado o mais devastado; um assentamento montanhoso 24 km a leste de Freetown, Regent tinha sido destruída quando, encostas nas proximidades desabaram em torno de 6:00 GMT. O diretor da agência de assistência Street Child, Kelfa Karbo, descreveu um "efeito dominó", que resultou em estruturas demolindo outras propriedades à medida que os deslizamentos de terra progrediam.
A severidade da destruição foi agravada por uma combinação de fatores. Freetown, uma cidade densamente povoada e congestionada ocupada por cerca de 1,2 milhão de pessoas na época do desastre, situa-se ao nível do mar ou abaixo, e é cercada serras montanhosas muito arborizadas. Ela sofre de uma questão de longo prazo com os precários programas de desenvolvimento urbano: "O governo está falhando em prover habitação para os mais pobres na sociedade", disse Jamie Hitchen do Africa Research Institute, observando que a atenção para construções irregulares só é percebida depois de uma crise. A construção de grandes casas residenciais em áreas de encosta e o irrestrito desmatamento enfraqueceu a estabilidade dos taludes próximos e provocou significativa erosão adversa do solo. Durante as cheias, os sistemas de drenagem de Freetown são geralmente bloqueados por resíduos descartados, especialmente nas comunidades mais empobrecidas da cidade, contribuindo para níveis mais elevados de escoamento superficial.

## Resposta
Organizações locais, pessoal militar e a Cruz Vermelha Americana contribuíram para os esforços imediatos de escavação e recuperação. O necrotério do Hospital Connaught em Freetown ficou lotado com cerca de 300 corpos somente no primeiro dia, obrigando os trabalhadores a colocar vítimas no piso e no lado de fora do edifício para serem identificadas. Os números exatos para o número de mortes ainda são incertos, mas há mais de 400 mortes confirmas e milhares de outros possivelmente estão mortos. As estimativas Iniciais colocaram o número em 205, mas reconheciam a probabilidade de que a quantidade subiria  com os esforços de resgate em curso, e cerca de 600 pessoas ainda desaparecidas. Mais de 3.000 pessoas ficaram desabrigadas e centenas de propriedades danificadas ou submersas pelos deslizamentos de terra e inundações.
No final do dia, o presidente Ernest Bai Koroma fez um pronunciamento público para a Serra Leoa numa transmissão nacional, declarando estado de emergência e o estabelecimento de centro de assistência em Regent. Ele pediu à nação, ainda se recuperando da consequência do surto de Ebola, para se manter unida: "Nossa nação foi mais uma vez tomada pela dor. Muitos dos nossos compatriotas perderam suas vidas, muitos outros foram gravemente feridos e a propriedade dos leoneses foi destruída nas enchentes e deslizamentos de terras que varreram algumas partes de nossa cidade". Ele também abordou a coordenação dos registros em Freetown que fornecem ajuda para os moradores desabrigados. Em 15 de agosto, o presidente declarou sete dias de luto nacional, que entraria em vigor imediatamente.
Koroma fez um apelo à comunidade internacional por assistência: em 15 de agosto, chegou um envio de alimentos de Israel, suficiente para cerca de 10.000 refeições — a primeira forma de socorro estrangeiro para ajudar a enfrentar crise. Em resposta ao desastre, as Nações Unidas (ONU) organizaram planos de contingência para mitigar potenciais surtos de doenças transmitidas pela água, como diarreia e cólera, e está usando imagens de radar para avaliar quais áreas podem estar ameaçadas por novos deslizamentos de terra ou inundações. A agência de imigração da ONU aprovou 150.000 dólares estadunidenses em socorro de resposta inicial de ajuda e mobilizou pessoal na Serra Leoa para ajudar nas operações de resgate, bem como distribuir suprimentos para os sobreviventes. GlobalGiving lançou um fundo de assistência para apoiar os esforços de assistência de emergência e de recuperação a longo prazo executados por organizações locais na Serra Leoa.